# Dies Janse
Dies Janse (Goes, 17 gennaio 2006) è un calciatore olandese, difensore del Groningen in prestito dall'Ajax.

## Carriera

### Club
Ha iniziato a giocare a calcio nel settore giovanile dello Sparta Rotterdam e nel 2020 è passato all'Ajax. Il 25 agosto 2023 ha debuttato con la squadra riserve nell'incontro di Eerste Divisie perso 4-2 contro il Cambuur e cinque giorni dopo ha firmato il suo primo contratto professionistico.
Ha debuttato in prima squadra l'11 agosto 2024 nell'incontro di Eredivisie vinto 1-0 contro l'Heerenveen.
Il 19 agosto 2025 passa in prestito al Groningen.

### Nazionale
Ha giocato nella nazionali giovanili olandesi Under-17 ed Under-18.

## Statistiche

### Presenze e reti nei club
Statistiche aggiornate al 20 febbraio 2025.
| Stagione        | Squadra         | Campionato      | Campionato | Campionato | Coppe nazionali | Coppe nazionali | Coppe nazionali | Coppe continentali | Coppe continentali | Coppe continentali | Altre coppe | Altre coppe | Altre coppe | Totale | Totale | Totale |
| Stagione        | Squadra         | Comp            | Pres       | Reti       | Comp            | Pres            | Reti            | Comp               | Pres               | Reti               | Comp        | Pres        | Reti        | Pres   | Reti   |        |
| --------------- | --------------- | --------------- | ---------- | ---------- | --------------- | --------------- | --------------- | ------------------ | ------------------ | ------------------ | ----------- | ----------- | ----------- | ------ | ------ | ------ |
| 2023-2024       | Jong Ajax       | 1D              | 12         | 1          | -               | -               | -               | -                  | -                  | -                  | -           | -           | -           | 12     | 1      |        |
| 2024-2025       | Jong Ajax       | 1D              | 18         | 0          | -               | -               | -               | -                  | -                  | -                  | -           | -           | -           | 18     | 0      |        |
| 2024-2025       | Ajax            | ED              | 4          | 0          | CO              | 0               | 0               | UEL                | 0                  | 0                  | -           | -           | -           | 4      | 0      |        |
| Totale carriera | Totale carriera | Totale carriera | 34         | 1          |                 | 0               | 0               |                    | 0                  | 0                  |             | -           | -           | 34     | 1      |        |